# خوسيه دي لا غاندارا إي نافارو
خوسيه دي لا غاندارا إي نافارو هو عسكري وسياسي إسباني، ولد في 15 أكتوبر 1820 في سرقسطة في إسبانيا، وتوفي في 1885 في بياريتز في فرنسا. انتخب الحاكم العام في الفلبين ‏ وانتخب عضو مجلس الشيوخ الإسباني ‏.